# Тау¹ Журавля
Тау¹ Журавля, (лат. Tau¹ Gruis) — звезда, которая находится в созвездии Журавль на расстоянии около 109 световых лет от нас. У звезды обнаружен кандидат в экзопланеты.

## Характеристики
Тау¹ Журавля представляет собой жёлтый карлик, по своим характеристикам напоминающий наше Солнце. Температура поверхности составляет около 5943 градусов по Кельвину. Звезда имеет чрезвычайно низкую хромосферную активность, поэтому её магнитное поле относительно стабильно. Масса звезды - около 1.3 солнечной, а светимость в 3.66 раза больше светимости Солнца.

## Планетная система
В 2002 году группой американских астрономов было объявлено об обнаружении кандидата в экзопланеты в системе. τ¹ Журавля b имеет массу около 1,26 массы Юпитера. Она обращается вокруг родительской звезды на расстоянии 2,5 а. е. и совершает полный оборот за 1311 суток.

## Ближайшее окружение звезды
Следующие звёздные системы находятся на расстоянии в пределах 20 световых лет от τ¹ Журавля:
| Звезда      | Спектральный класс | Расстояние, св. лет |
| HD 215657   | G3 V-IV            | 7,2                 |
| ζ Журавля   | G8-K0 V-III / ?    | 9,2                 |
| CP-44 10252 | K7 V               | 9,8                 |
| HD 212708   | G5 V               | 12                  |
| HD 213941   | G5 V               | 13                  |
| ο Журавля   | F4 V               | 13                  |
| HD 218630   | F4-6 IV / ?        | 14                  |
| α Журавля   | B7 IV / ?          | 16                  |
| HD 221818   | G8 V               | 17                  |
| φ Журавля   | F5 V               | 18                  |
| HD 215456   | F9 V               | 18                  |
| HD 222595   | G5 V               | 18                  |
| HD 219249   | G5 V               | 18                  |